# Trance Groove
Trance Groove ist eine deutsche Band, die von dem Schlagzeuger und Percussionisten Stefan Krachten 1992 gegründet wurde. Die Musik von Trance Groove verbindet Loops mit Improvisationen und verwendet dabei Elemente aus Rock, Groove, Funk, Jazz und elektronischer Musik. Ergebnis ist ein breites Repertoire, das von melodischen Balladen bis hin zur Rockmusik reicht. Die meisten Titel der Band sind instrumental, teilweise mit Gesangsfetzen unterlegt, die aber eher als Instrument denn als Gesang eingesetzt werden. Einige wenige Stücke enthalten auch „normale“ Gesangspassagen.

## Bandmitglieder
| Name                     | Instrument(e)                                                | Solid Gold Easy Action | Paramount | Driving South | Meant to be Like This | Orange | Playing with the Chelsea Girls |
| ------------------------ | ------------------------------------------------------------ | ---------------------- | --------- | ------------- | --------------------- | ------ | ------------------------------ |
| Reiner Winterschladen    | Trompete, Flügelhorn                                         | X                      | X         | X             | X                     |        |                                |
| DJ Heli                  | Turntables (Scratchen)                                       | X                      | X         | X             | X                     | X      | X                              |
| Stefan Krachten († 2014) | Schlagzeug, Percussions                                      | X                      | X         | X             | X                     | X      | X                              |
| Dal Martino              | Bass, Keyboards, Gitarre                                     | X                      | X         | X             | X                     | X      | X                              |
| Jürgen Dahmen            | Klavier, Gitarre, Congas, Keyboards, Percussions, Gesang     | X                      | X         | X             | X                     | X      | X                              |
| Helmut Zerlett           | Synthesizer, Keyboards, Hammond-Orgel, Omnichord, Waterphone | X                      | X         | X             | X                     | X      | X                              |
| Samson Gassama           | Percussions                                                  | X                      | X         |               |                       |        |                                |
| Matthias Keul            | Gitarre                                                      | X                      |           |               |                       |        |                                |
| Bernd Winterschladen     | Saxophon                                                     |                        |           |               |                       | X      | X                              |
| Thomas Kessler           | Synthesizer                                                  |                        |           |               |                       | X      | X                              |

## Diskografie
- 1994: Solid Gold Easy Action
- 1996: Paramount
- 1999: Musique Legère (Remix-Album, hauptsächlich von Paramount)
- 2000: Driving South
- 2003: Meant to be like this
- 2008: Orange
- 2009: Playing With The Chelsea Girls